# Municipio de Blue Cane
El municipio de Blue Cane (en inglés: Blue Cane Township) es un municipio ubicado en el condado de Greene en el estado estadounidense de Arkansas. En el año 2010 tenía una población de 57 habitantes y una densidad poblacional de 1,2 personas por km².

## Geografía
El municipio de Blue Cane se encuentra ubicado en las coordenadas 36°10′28″N 90°15′40″O / 36.17444, -90.26111. Según la Oficina del Censo de los Estados Unidos, el municipio tiene una superficie total de 47.4 km², de la cual 47,4 km² corresponden a tierra firme y (0 %) 0 km² es agua.

## Demografía
Según el censo de 2010, había 57 personas residiendo en el municipio de Blue Cane. La densidad de población era de 1,2 hab./km². De los 57 habitantes, el municipio de Blue Cane estaba compuesto por el 94,74 % blancos, el 1,75 % eran de otras razas y el 3,51 % eran de una mezcla de razas. Del total de la población el 1,75 % eran hispanos o latinos de cualquier raza.